# 植村花菜のカナナビ
『植村花菜のカナナビ』（うえむらかなのカナナビ）は、CBCラジオの『ハイパーナイト』木曜日に放送されていたトーク番組である。
パーソナリティは植村花菜。放送時間は木曜日24:00～24:50の50分間。東京・九段のCBC東京支社にあるスタジオから生放送。放送開始は2006年10月5日。2007年3月29日に終了した。

## コーナー

### オープニング
オープニングトーク。
所持金いくらのコーナー。

### ファンキー☆食堂
深夜ラジオ王道のネタコーナー。毎週様々なテーマで、お笑いに厳しい植村が、げきうま、うまい、ややうまの3段階の判定をする。

#### 恥ずかしかったこと川柳
リスナーがこれまで経験した恥ずかしかったことを、五・七・五の川柳にする。

#### あいうえお作文
- 「カ・ナ・ナ・ビ」 - 番組タイトルより。
- 「カ・ワ・ニ・シ」 - 出身地である兵庫県川西市より。
- 「ソ・ウ・セ・キ」 - 千円札の夏目漱石より。ちなみに今の千円札は野口英世。
- 「ユ・キ・チ」 - 一万円札の福澤諭吉より。

#### 替え歌
- 「光と影」
- 「ホントの気持ち」

### ふつおた
普通のお便り。

### 恋愛常識塾
恋愛に関するさまざまな問題を提起してリスナーからのメールを元に解明する。

### 今日の迷子
この日の放送を植村自身が振り返る。

## ラジオネーム
- 「ラジオネーム」のことを「バナナネーム」という。

「植村花菜さんはなんというあだ名が付いてましたか?」「なんと呼ばれたいですか?」というリスナーからの問いに、一番いやなあだ名は中3の頃『バナナ』というのが付いていたという話をして、「それだけは絶対いやや!」という話をした途端に「バナナちゃんこんばんは」「バナナさん」等すごい反響があり、「あだ名はいやだけどもせめてラジオネームというのをバナナネームに変えようじゃないか。」「かんだときにバナナンボの歌が流れるのがいいんじゃないか。」ということになった。
- サウンドエフェクト（SE）にアニメ『ハイスクール!奇面組』のエンディングテーマでうしろゆびさされ組が歌っていた『バナナの涙』の「バナナンボ」という部分が使われている。

## 主な出来事
- 2006年10月5日の放送で「紙ヒコーキ」をギター弾き語りで歌った。
- 2006年12月14日の放送で加藤いづみがゲストにきて「好きになって、よかった」のギターの伴奏をした。詳細 - ウェイバックマシン（2007年3月11日アーカイブ分）
- 2007年1月18日の放送で阪神・淡路大震災の思い出を語る。
- 2007年1月25日は名古屋から生放送を行なった。
- 2007年2月8日の放送で「はじめてのチュウ」（あんしんパパ、アニメ『キテレツ大百科』より）をギター弾き語りで歌った。
- 2007年3月15日の放送で、早口言葉対決でCBCラジオ『さゆりんの音楽楽園』のさゆりんに敗れた（さゆりんは電話出演）。18日のCBCラジオFREE LIVEで罰ゲームを行うことになり、乙女ちっくポエムの朗読をさせられた。詳細
- 2007年3月22日の放送で18日に名古屋ブルーノートで行われたCBCラジオFREE LIVEの模様を一部編集して放送。
  - SATOMI' No.1/Yesterday
  - SeanNorth final your song/ ソメイヨシノ～桜の樹の下で～
  - 植村花菜 大切な人/元気を出して（竹内まりや）/光と影/罰ゲームの乙女ちっくポエム
- 2007年3月29日の放送で『キセキ』をギター弾き語りで歌った。
- 2008年1月3日に一夜限りで復活放送。「Only You」をギター弾き語りで歌った。